# Werner Scholz (Journalist)
Werner Scholz (* 30. November 1930 in Steingrund; † 18. Februar 2019) war ein deutscher Journalist und Parteifunktionär (SED). Er war von 1973 bis 1989 Chefredakteur der theoretischen SED-Zeitschrift Neuer Weg.

## Leben
Scholz wurde als Sohn eines Bergarbeiters in Schlesien geboren. Nach dem Besuch der Grundschule, absolvierte er eine Lehre als Verwaltungsangestellter bei der Stadtverwaltung Teltow und arbeitete dort anschließend im Beruf. Im Jahr 1948 wurde er Mitglied der Freien Deutschen Jugend (FDJ) und der Sozialistischen Einheitspartei Deutschlands (SED). Von 1950 bis 1952 übte er die Funktion eines Sekretärs der FDJ-Kreisleitung Teltow und 1952/53 die des Ersten Sekretärs der FDJ-Kreisleitung Zossen aus. Nach dem Besuch der SED-Bezirksparteischule 1953 fungierte er von 1954 bis 1956 als Zweiter Sekretär der SED-Kreisleitung Nauen. Ein Studium an der Parteihochschule „Karl Marx“ 1956/57 schloss er als Diplomgesellschaftswissenschaftler ab. Anschließend arbeitete er von 1958 bis 1960 als Zweiter und von 1960 bis 1964 als Erster Sekretär der SED-Kreisleitung Königs Wusterhausen. Von 1964 bis 1966 studierte er an der  Hochschule für Ökonomie Berlin und beendete das Studium als Diplomwirtschaftler. Später wurde er zum Dr. oec. promoviert. 1966/67 war er zunächst Mitarbeiter, von 1967 bis 1973 Sektorenleiter, Mitglied des Redaktionskollegiums und stellvertretender Chefredakteur des theoretischen Organs des ZK der SED Neuer Weg. Im Dezember 1973 trat er die Nachfolge von Rudolf Wettengel als Chefredakteur der Zeitschrift an und hatte in dieser Funktion den Rang eines Abteilungsleiters des ZK der SED. Er übte diese Funktion  bis zur Einstellung der Publikation im Dezember 1989 aus.
Am 16. April 1981 wurde er auf dem X. Parteitag der SED zum Mitglied der Zentralen Revisionskommission der SED gewählt und im April 1986 auf dem XI. Parteitag in dieser Funktion bestätigt.
Werner Scholz starb im Alter von 88 Jahren.

## Auszeichnungen
- 1969 Vaterländischer Verdienstorden in Bronze, 1974 in Silber und 1980 in Gold
- 1984 Orden Banner der Arbeit Stufe I
- 1989 Fritz-Heckert-Medaille in Silber